# Udrejsefilmen
|  | Denne artikel er oprettet af botten PalnaBot ud fra en ekstern database. Den kan derfor have sproglige fejl eller mangler. Denne skabelon kan fjernes efter kontrol af indholdet. |

Udrejsefilmen er en film med ukendt instruktør.

## Handling
Mission Afrika (tidligere Sudanmissionen), missionsfilm fra Nigeria: På vestkysten anløbes en række byer, men kun ved enkelte af disse kan man lægge til ved en havn. Man kaster anker udenfor sandrevlerne. Og varer og passagerer føres til og fra skibet i både. Freetown i Sierra Leone er første anløbssted. Også en måde at tjene brødet på. Ved Takoradi på Guldkysten har englænderne anlagt en rigtig havn. Hovedudførselsprodukterne er kakao. Palmekerne, guld, diamanter og mangan. Ved Accra, Guldkystens hovedstad må forbindelse mellem skib og landjord etableres ved hjælp af mindre både, der kan manøvreres over revler og igennem brænding. Her minder fort Christiansborg, opført 1661, endnu om dansk foretagsomhed. Ved Santa Isabel på øen Fernando på kom 250 afrikanske dækspassagerer ombord med deres beskedne rejsegods. Indsejlingen til Victoria i Kamerun, engelsk mandat areal. - Panorama af Kamerunbjerget, 13.000 fod højt. Fra Duala i fransk Kamerun fører en jernbane, 300 km lang, op til Yaunde på højlandet 2500 fod over havet. Jernbanestationen i Eseka. Fra Yaunde fortsættes rejsen til Garua ved Benuefloden med postbil, 1200 km. Færgested over floden ved Tibati. Færgen holdes mod den stærke strøm af trosse, spændt over floden. I Gaura er den rejsende henvist til at bo i et noget gammeltdags herberg, hvor man må slås med termitter og andet kryb om pladsen. På Numan station. Man skal ud til pigekostskolen, hvor der skal holdes eksamen. Bilen skal skubbes i gang. Pigerne på vej til "det grønne bord". Kostskolelærernes børn. Den 5 oktober 1938 var det 25 år siden, den danske Sudanmission begyndte sin gerning i byen Numan ved Benuafloden, hvor missionen endnu har sit hovedkvarter. Ved kirkens i Numan på jubilæumsdagen. Nikodemus, menighedsældste og tolk ved gudstjenesterne. Akvila, ældsterådets formand og kordegn. Katarina, kirkebetjent og rengøringskone. Som de to foregående ulønnet. Der laves mad til menighedens fællesspisning ved jubilæumsfesten. Fra hospitalsgården i Numan. Patient undersøges af hospitalsassistentern, Akvila og Teofilus. Sygeplejerske frk. Milta Madsen tilkaldes.